# William H.P. Emery
William H.P. Emery ( * 1924 -) es un botánico, agrostólogo estadounidense, que fue profesor ordinario de biología en el "Southwest Texas State Teachers College".

## Algunas publicaciones
- walter v. Brown, william h.p. Emery. 1957. Persistent Nucleoli and Grass Systematics. American Journal of Botany 44 ( 7 ): 585-590
- -------, w.h.p. Emery. 1958. Apomixis in the Gramineae : Panicoideae. Amer. J. Bot. 45 : 249-263
- edward e. Terrell, william h.p. Emery, harold e. Beaty. 1978. Observations on Zizania texana (Texas Wildrice), an Endangered Species. Bulletin of the Torrey Botanical Club 105 ( 1 ): 50-57